# روب براكنيس
روب براكنيس (مواليد 8 يناير 1973) هو سبّاح كندي، مثّل بلاده في الألعاب الأولمبية الصيفية 1996.

## روابط خارجية
روب براكنيس على موقع الاتحاد الدولي للسباحة (الإنجليزية)
- روب براكنيس على موقع أوليمبيديا (الإنجليزية)
- روب براكنيس على موقع اتحاد ألعاب الكومنولث (مؤرشف) (الإنجليزية)